# 沖繩電台
沖繩電台（日语：株式会社ラジオ沖縄，ラジオおきなわ）是日本的一家以沖繩縣為播出地區的AM廣播電台，簡稱是ROK。沖繩電台是NRN聯播網的成員。

## 外部連結
- ラジオ沖縄公式サイト （页面存档备份，存于）
- ラ　ジ　オ　沖　縄　AM864 / FM93.1的X（前Twitter）

- ラジオ沖縄的Facebook專頁
- 沖繩電台的Instagram帳戶
- YouTube上的【公式】ラジオ沖縄頻道